# Столлингз, Рон
Ро́нальд Э́двард Сто́ллингз мла́дший (англ. Ronald Edward Stallings, Jr.; род. 25 февраля 1983, Дарем) — американский боец смешанного стиля, представитель средней весовой категории. Выступает на профессиональном уровне начиная с 2003 года, известен по участию в турнирах бойцовских организаций UFC, Strikeforce, Cage Fury FC, Titan FC и др. Владел титулом чемпиона Ring of Combat в среднем весе.

## Биография
Рон Столлингз родился 25 февраля 1983 года в городе Дарем штата Северная Каролина, США. Увлёкся единоборствами в возрасте семи лет. Впоследствии переехал на постоянное жительство в Мэриленд, учился в местной старшей школе, поступил в Государственный университет Морган. Осваивал бразильское джиу-джитсу, удостоившись в этой дисциплине коричневого пояса.

### Начало профессиональной карьеры
Дебютировал в смешанных единоборствах на профессиональном уровне в июле 2003 года — встретился с достаточно сильным бойцом Филлипом Новером и проиграл ему досрочно, уже на первой минуте первого раунда попался в «гильотину» и вынужден был сдаться. Дрался в небольших американских промоушенах, таких как Reality Fighting, Mass Destruction, UWC и др.
Имея в послужном списке девять побед и только четыре поражения, Столлингз привлёк к себе внимание большой организации Strikeforce и в 2011 году подписал с ней контракт. Тем не менее, провёл здесь лишь один бой — по очкам раздельным решением судей уступил россиянину Адлану Амагову.
В дальнейшем проявил себя в промоушене Ring of Combat, где в сентябре 2012 года завоевал вакантный титул чемпиона в средней весовой категории, выиграв техническим нокаутом у Майка Массенцио. Также претендовал на титул чемпиона Cage Fury Fighting Championships, но по истечение всех пяти раундов чемпионского боя судьи единогласным решением отдали победу его сопернику Тиму Уильямсу.

### Ultimate Fighting Championship
Присоединившись к крупнейшей бойцовской организации мира Ultimate Fighting Championship, в январе 2015 года Столлингз вышел на коротком уведомлении против Юраи Холла, заменив травмировавшегося Луиса Тейлора. Уже в первом раунде Холл потряс его серией точных ударов, Столлингз сумел подняться на ноги, но из-за открывшегося сильного рассечения рефери Херб Дин остановил поединок и вызвал в клетку врача. Врач запретил Столлингзу продолжать драться, и таким образом был зафиксирован технический нокаут.
Позже в том же 2015 году выиграл единогласным решением у Джастина Джонса, но был дисквалифицирован в поединке с Джо Риггсом из-за нанесённого сопернику запрещённого апкика. На этом его сотрудничество с организацией подошло к концу.

### Titan Fighting Championship
Покинув UFC, Столлингз подписал контракт с менее престижной организацией Titan Fighting Championship и в августе 2016 года выиграл раздельным судейским решением у Рашона Спенсера.

## Статистика в профессиональном ММА
| Боёв 24          | Побед 15 | Поражений 8 |
| ---------------- | -------- | ----------- |
| Нокаутом         | 6        | 3           |
| Сдачей           | 6        | 1           |
| Решением         | 3        | 3           |
| Дисквалификацией | 0        | 1           |
| Не состоявшихся  | 1        | 1           |

| Результат    | Рекорд   | Соперник       | Способ                  | Турнир                                           | Дата             | Раунд | Время | Место               | Примечание                                           |
| ------------ | -------- | -------------- | ----------------------- | ------------------------------------------------ | ---------------- | ----- | ----- | ------------------- | ---------------------------------------------------- |
| Победа       | 15-8 (1) | На-Шон Баррелл | Единогласное решение    | CES MMA 52                                       | 17 августа 2018  | 3     | 5:00  | Линкольн, США       |                                                      |
| Победа       | 14-8 (1) | Рашон Спенсер  | Раздельное решение      | Titan FC 40                                      | 5 августа 2016   | 3     | 5:00  | Корал-Гейблс, США   |                                                      |
| Поражение    | 13-8 (1) | Джо Риггс      | DQ (запрещённый апкик)  | UFC 191                                          | 5 сентября 2015  | 2     | 2:28  | Лас-Вегас, США      |                                                      |
| Победа       | 13-7 (1) | Джастин Джонс  | Единогласное решение    | UFC Fight Night: Mendes vs. Lamas                | 4 апреля 2015    | 3     | 5:00  | Фэрфакс, США        |                                                      |
| Поражение    | 12-7 (1) | Юрая Холл      | TKO (остановлен врачом) | UFC Fight Night: McGregor vs. Siver              | 18 января 2015   | 1     | 3:37  | Бостон, США         |                                                      |
| Поражение    | 12-6 (1) | Тим Уильямс    | Единогласное решение    | CFFC 43: Webb vs. Good                           | 1 ноября 2014    | 5     | 5:00  | Атлантик-Сити, США  | Бой за титул чемпиона CFFC в среднем весе.           |
| Победа       | 12-5 (1) | Джошуа Уильямс | TKO (удары руками)      | Warfare 12: Rise of the Champions                | 20 июня 2014     | 3     | N/A   | Норт-Миртл-Бич, США |                                                      |
| Победа       | 11-5 (1) | Майк Массенцио | TKO (коленом в корпус)  | Ring of Combat 42                                | 14 сентября 2012 | 1     | 4:03  | Атлантик-Сити, США  | Выиграл вакантный титул чемпиона ROC в среднем весе. |
| Победа       | 10-5 (1) | Уилли Смоллз   | Сдача (удушение сзади)  | Black and Blue: Rebel Invasion 2                 | 11 февраля 2012  | 2     | 3:19  | Таллапуза, США      |                                                      |
| Поражение    | 9-5 (1)  | Адлан Амагов   | Раздельное решение      | Strikeforce Challengers: Voelker vs. Bowling III | 22 июля 2011     | 3     | 5:00  | Лас-Вегас, США      |                                                      |
| Победа       | 9-4 (1)  | Джоуи Кируан   | Сдача (треугольник)     | UWC 8: Judgment Day                              | 22 мая 2010      | 2     | 0:52  | Фэрфакс, США        |                                                      |
| Победа       | 8-4 (1)  | Фред Уивер     | TKO (удары руками)      | Gameness Fighting Championship 6                 | 20 февраля 2010  | 2     | 0:12  | Мемфис, США         |                                                      |
| Поражение    | 7-4 (1)  | Дэмиан Дантибо | TKO (удары)             | UWC 6: Capital Punishment                        | 25 апреля 2009   | 1     | 0:13  | Фэрфакс, США        |                                                      |
| Победа       | 7-3 (1)  | Херберт Гудман | KO (удары коленями)     | UWC 5: Man O' War                                | 21 февраля 2009  | 1     | 4:56  | Фэрфакс, США        |                                                      |
| Победа       | 6-3 (1)  | Тони Соуза     | TKO (удары руками)      | UWC 4: Confrontation                             | 11 октября 2008  | 2     | 1:02  | Фэрфакс, США        |                                                      |
| Поражение    | 5-3 (1)  | Тимоти Вудс    | KO (слэм)               | UWC 3: Invasion                                  | 26 апреля 2008   | 1     | 1:25  | Фэрфакс, США        |                                                      |
| Победа       | 5-2 (1)  | Эрик Ламберт   | Сдача (гильотина)       | CSC 24: The Proving Ground                       | 15 марта 2008    | 1     | 2:41  | Ричмонд, США        |                                                      |
| Победа       | 4-2 (1)  | Билл Фрейзер   | TKO (удары руками)      | Combat Sport Challenge                           | 29 сентября 2007 | 1     | 3:58  | Ричмонд, США        |                                                      |
| Поражение    | 3-2 (1)  | Данте Ривера   | Единогласное решение    | Reality Fighting 11                              | 11 февраля 2006  | 3     | 4:00  | Атлантик-Сити, США  |                                                      |
| Не состоялся | 3-1 (1)  | Тед Говола     | Нет результата          | Mass Destruction 19                              | 25 февраля 2005  | N/A   | N/A   | Бостон, США         |                                                      |
| Победа       | 3-1      | Рэнди Роуи     | Сдача (треугольник)     | Mass Destruction 16                              | 15 мая 2004      | 1     | 4:32  | Бостон, США         |                                                      |
| Победа       | 2-1      | Майк Варнер    | Сдача (удушение сзади)  | Mass Destruction 14                              | 13 декабря 2003  | 1     | N/A   | Тонтон, США         |                                                      |
| Победа       | 1-1      | Рокко Джордано | Сдача (рычаг локтя)     | Reality Fighting 5                               | 1 ноября 2003    | 2     | 0:58  | Атлантик-Сити, США  |                                                      |
| Поражение    | 0-1      | Филлип Новер   | Сдача (гильотина)       | Reality Fighting 4                               | 19 июля 2003     | 1     | 0:43  | Бейонн, США         |                                                      |